# Tkacz (ptak)
Tkacz (Philetairus socius) – gatunek małego ptaka z rodziny wikłaczowatych (Ploceidae). Występuje na terenie trzech afrykańskich państw: Namibii, Botswany i RPA. Nie jest zagrożony wyginięciem.
Tkacze osiągają długość 13–14 cm, przy masie ciała 24–32 g. Samiec i samica nie różnią się upierzeniem, a jedynym odróżniającym je zachowaniem jest śpiew samca. Siedliskiem P. socius są głównie obszary pustynne (jak Kalahari), półpustynne i sawanny. Żywi się w większości bezkręgowcami, takimi jak termity, chrząszcze, błonkoskrzydłe, larwy motyli, ćmy. Oprócz tego zjada ziarno. Wodę pozyskuje wyłącznie z pokarmu i procesów metabolicznych.
Ptaki tego gatunku budują ogromne gniazda, które mogą mieć nawet 7 m długości, osiągać masę ponad 1 tony i być zamieszkane przez pięćset osobników. Znajdują się w nich komory gniazdowe, w których samica składa do 6 jaj, jednak tkacze nie są zdolne do odchowania więcej niż 5 młodych z jednego lęgu. Inkubacja trwa 14–16 dni. Samiec i samica wysiadują na zmianę, a następnie dzielą się obowiązkami przy karmieniu młodych przez kolejne 21–23 dni. Do lęgu przystępują, mając przynajmniej 3 lata. Najstarszy odnotowany zaobrączkowany okaz przeżył 16 lat.

## Taksonomia
Po raz pierwszy gatunek opisał taksonomicznie John Latham w 1790, opierając się jednak na informacjach, których dostarczył szkocki żołnierz, odkrywca i botanik William Paterson. Opis Patersona uzupełniony ilustracjami gniazda i samego ptaka, ukazał się w dziele A narrative of four journeys into the country of the Hottentots, and Caffraria: In the years one thousand seven hundred and seventy-seven, eight, and nine, stanowiącym relację z czterech podróży odbytych w latach 1777–1779. Tkacza opisał po tym, jak w grudniu 1779 odwiedził okolice rzeki Oranje. Określił go jedynie mianem Loxia. Po raz drugi w historii zilustrował tkacza zoolog Andrew Smith – jego rysunek został opublikowany w 1849.
Paterson został wysłany do ówczesnej Kolonii Przylądkowej celem zebrania okazów roślin; nie napisał zbyt wiele o zwierzętach. Po raz pierwszy zobaczył tkacze, obserwując żyrafy. Holotyp musiał więc pochodzić z południowego Great Namaqualand (południowa Namibia).
Latham nadał nowemu gatunkowi nazwę Loxia socia. Obecnie (2021) akceptowana przez Międzynarodowy Komitet Ornitologiczny (IOC) nazwa to Philetairus socius. IOC umieszcza gatunek w monotypowym rodzaju Philetairus. Oprócz podgatunku nominatywnego opisano cztery podgatunki: P. s. geminus Grote, 1922, P. s. xericus Clancey, 1989, P. s. eremnus (Clancey, 1957) i P. s. lepidus (Smith, 1837). Niektórzy badacze, np. IOC i autorzy Handbook of the Birds of the World, uznają P. socius za gatunek monotypowy na podstawie tego, że różnice pomiędzy podgatunkami są znikome – są to różnice w ubarwieniu, które zdaje się zależeć od koloru gleby w danym obszarze. Osiągane wymiary danych podgatunków nie są w pełni odpowiadające zmieniającej się kolorystyce i tylko w niewielkim stopniu mogą służyć do określania podgatunków.
Po raz pierwszy rodzaj Philetairus opisał Andrew Smith w 1837. George Ernest Shelley do rodzaju włączył też gromadnika siwogłowego, obecnie (2021) umieszczanego przez IOC w Pseudonigrita jako P. arnaudi. Zdaniem Smitha o ile przydział do rodziny był jasny, tak zagadkowa pozostała przynależność do rodzaju; najbliższe były Ploceus i Euplectes.
Przynależność do Ploceidae uznają m.in. autorzy The Howard and Moore Complete Checklist of the Birds of the World. Dowodem na przynależność gatunku do rodziny wróblowatych jest np. obecność 9 lotek I rzędu u wróbli rodzaju Passer i Philetairus oraz podobne wyniki elektroforezy białek obydwu gatunków.
Na podstawie wyników analizy sekwencji genu cytochromu b utworzono drzewo filogenetyczne, przedstawiające wzajemne relacje taksonów najbliżej spokrewnionych z rodzajem Philetairus:
|  | Malimbus |
|  |          |
|  | Ploceus  |
|  |          |

|  | Euplectes                                                   |
|  |                                                             |
|  | \| \| Plocepasser \| \| \| \| \| \| Philetairus \| \| \| \| |
|  |                                                             |
|  | Plocepasser                                                 |
|  |                                                             |
|  | Philetairus                                                 |
|  |                                                             |

|  | Plocepasser |
|  |             |
|  | Philetairus |
|  |             |

|  | Euplectes                                                   |
|  |                                                             |
|  | \| \| Plocepasser \| \| \| \| \| \| Philetairus \| \| \| \| |
|  |                                                             |
|  | Plocepasser                                                 |
|  |                                                             |
|  | Philetairus                                                 |
|  |                                                             |

|  | Plocepasser |
|  |             |
|  | Philetairus |
|  |             |

|  | Euplectes                                                   |
|  |                                                             |
|  | \| \| Plocepasser \| \| \| \| \| \| Philetairus \| \| \| \| |
|  |                                                             |
|  | Plocepasser                                                 |
|  |                                                             |
|  | Philetairus                                                 |
|  |                                                             |

|  | Plocepasser |
|  |             |
|  | Philetairus |
|  |             |

|  | Euplectes                                                   |
|  |                                                             |
|  | \| \| Plocepasser \| \| \| \| \| \| Philetairus \| \| \| \| |
|  |                                                             |
|  | Plocepasser                                                 |
|  |                                                             |
|  | Philetairus                                                 |
|  |                                                             |

|  | Plocepasser |
|  |             |
|  | Philetairus |
|  |             |

|  | Malimbus |
|  |          |
|  | Ploceus  |
|  |          |

|  | Euplectes                                                   |
|  |                                                             |
|  | \| \| Plocepasser \| \| \| \| \| \| Philetairus \| \| \| \| |
|  |                                                             |
|  | Plocepasser                                                 |
|  |                                                             |
|  | Philetairus                                                 |
|  |                                                             |

|  | Plocepasser |
|  |             |
|  | Philetairus |
|  |             |

|  | Euplectes                                                   |
|  |                                                             |
|  | \| \| Plocepasser \| \| \| \| \| \| Philetairus \| \| \| \| |
|  |                                                             |
|  | Plocepasser                                                 |
|  |                                                             |
|  | Philetairus                                                 |
|  |                                                             |

|  | Plocepasser |
|  |             |
|  | Philetairus |
|  |             |

|  | Euplectes                                                   |
|  |                                                             |
|  | \| \| Plocepasser \| \| \| \| \| \| Philetairus \| \| \| \| |
|  |                                                             |
|  | Plocepasser                                                 |
|  |                                                             |
|  | Philetairus                                                 |
|  |                                                             |

|  | Plocepasser |
|  |             |
|  | Philetairus |
|  |             |

|  | Euplectes                                                   |
|  |                                                             |
|  | \| \| Plocepasser \| \| \| \| \| \| Philetairus \| \| \| \| |
|  |                                                             |
|  | Plocepasser                                                 |
|  |                                                             |
|  | Philetairus                                                 |
|  |                                                             |

|  | Plocepasser |
|  |             |
|  | Philetairus |
|  |             |

### Nazewnictwo
Nazwa rodzajowa, Philetairus, pochodzi od greckiego słowa φιλεταιρος – filetajros – „lubiący swych towarzyszy” (φιλος filos – „kochający”, od φιλεω fileō – „kochać”; ἑταιρος hetajros – „towarzysz”). Nazwa odnosi się do zwyczaju gniazdowania w wielkich, wspólnych gniazdach; tkacz istotnie jest wysoce towarzyski. Nazwa rodzajowa zapisywana także jako Philetaerus, Philaeterus, Philhetaerus, Philoetaerus. Epitet gatunkowy socius oznacza z łaciny dzielący, sprzymierzony czy wspólny. Angielska nazwa ptaka brzmi sociable weaver – dosł. towarzyski wikłacz.
W polskim piśmiennictwie gatunek ten funkcjonuje pod nazwą tkacz albo jako wróbel towarzyski.

## Morfologia

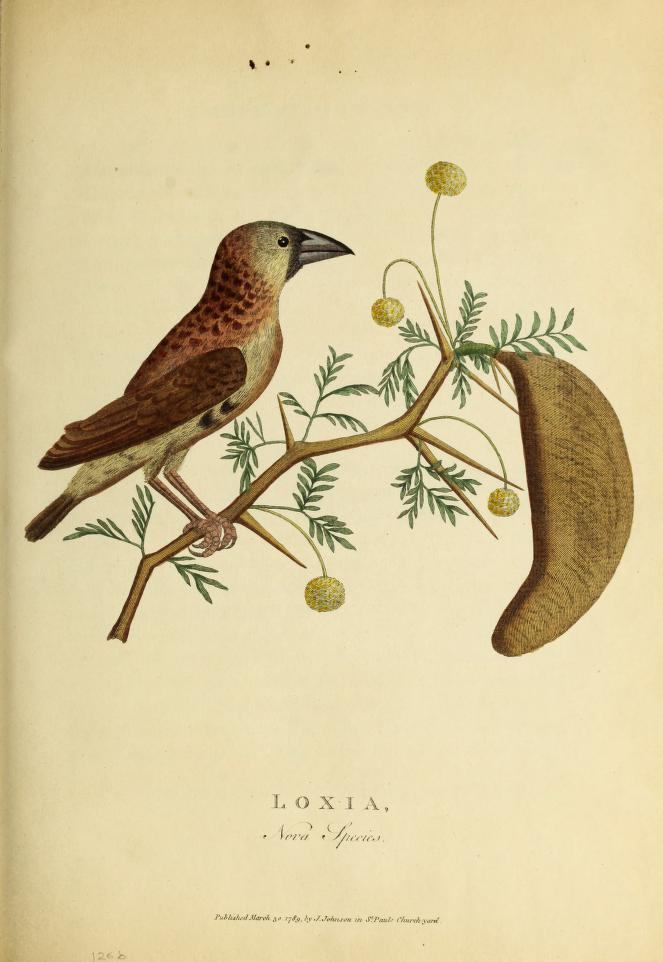
Ilustracja z 1779

Tkacze osiągają długość 13–14 cm, przy masie ciała 24–32 g. Według Smitha u tkaczy występuje nieznaczny dymorfizm płciowy, czego nie potwierdza G. L. Maclean, według którego w upierzeniu tych ptaków nie ma oznak dymorfizmu. Wierzch głowy i grzbiet mają barwę brudnobrązową. Boki szyi, obszar między barkówkami oraz biegnący od okolic nóg w górę pas porastają pióra czarne lub ciemnobrązowe, ozdobione izabelowatymi krawędziami. Według Smitha u samca występuje czarna broda i krótki pasek okalający oko; u samicy brak na brodzie lub u nasady żuchwy czarnego, poza tym przypomina samca. Według G. L. Macleana rozróżnienie ptaków inaczej niż po zachowaniu jest niemożliwe. Według Doutrelant et al. (2004) dla ludzkiego oka tkacze są monomorficzne i w badaniach jedynie testy DNA mogą wskazać płeć ptaka. Głowę po bokach oraz spód ciała porastają pióra izabelowate (płowe). Zarówno lotki, jak i sterówki są ciemnobrązowe; sterówki na końcach przybierają barwę płową. Ogon ma zaokrąglony kształt (według Shelleya kwadratowy). Dziób o barwie jasnego rogu (bliżej końca biało-niebieski), stosunkowo długi, wyższy niż szerszy, ostro zakończony; jego górna krawędź jest zaokrąglona. Nozdrza są okrągłe, z tyłu sięgają do nich pióra. W kąciku dzioba występuje nieznaczna ilość piór szczeciniastych. Skrzydła po złożeniu sięgają do połowy ogona. W naturze nogi są szarobrązowe; doniesienia o innej barwie prawdopodobnie dotyczą zasuszonych okazów muzealnych. Osobniki młodociane wyróżniają lepiej uwidocznione piaskowobrązowe krawędzie piór na grzbiecie, nieznaczne czarne plamkowanie głowy i słabo zaznaczony łuskowaty wzór po bokach ciała. Czarną „maskę” na twarzy zyskują dopiero po pierwszym pierzeniu. Lotka 1 krótka, wąska, ostro zakończona; lotki 2, 3 i 4 są najdłuższe.
Różnice między podgatunkami obejmują jedynie kolorystykę, niestałą także w obrębie jednego podgatunku. Prawdopodobnie bierze się ona ze zróżnicowania ogólnej kolorystyki w środowisku życia ptaków. U przedstawicieli P. s. socius (n=55) długość skrzydła wynosi 71,5–80 mm (u ptaków z włączanego do podgatunku nominatywnego P. s. eremnus 71–79 mm). U 6 przebadanych ptaków z podgatunku P. s. xericus długość skrzydła wyniosła 75,5–81 mm, zaś u 8 osobników P. s. geminus – 72,5–75,5 mm. Długość ogona u poszczególnych podgatunków wynosi odpowiednio: 38–45,5 mm, 38,5–45 mm, 41,5–44 mm oraz 38,5–42 mm. Dziób u holotypu P. s. xericus miał długość 17,5 mm, skok – 20 mm.
Wymiary szczegółowe
Wymiary szczegółowe przedstawia poniższa tabela:
|                       |          | Masa ciała (g) | Wymiary (długość, w milimetrach) | Wymiary (długość, w milimetrach) | Wymiary (długość, w milimetrach) | Wymiary (długość, w milimetrach) | Wymiary (długość, w milimetrach) |
| Dziób (górna krawędź) | Skrzydło | Masa ciała (g) | Skok                             | Tylny pazur                      | Ogon                             |                                  |                                  |
| ♂                     | Max.     | 31,9           | 16,3                             | 77,8                             | 18,7                             | 7,6                              | 45,5                             |
| ♂                     | Min.     | 23,8           | 13,5                             | 68,1                             | 15,8                             | 5,4                              | 36,7                             |
| ♂                     | Śr.      | 27,5           | 14,9                             | 71,7                             | 17,1                             | 6,4                              | 41,0                             |
| ♀                     | Max.     | 32,0           | 16,1                             | 74,1                             | 18,5                             | 6,9                              | 45,1                             |
| ♀                     | Min.     | 24,0           | 13,7                             | 68,1                             | 15,6                             | 5,7                              | 37,6                             |
| ♀                     | Śr.      | 27,3           | 14,9                             | 70,7                             | 17,0                             | 6,3                              | 40,8                             |

Za: Maclean, G.L. 1973. The Sociable Weaver, Part 1: Description, distribution, dispersion and populations. Ostrich 44: 176-190

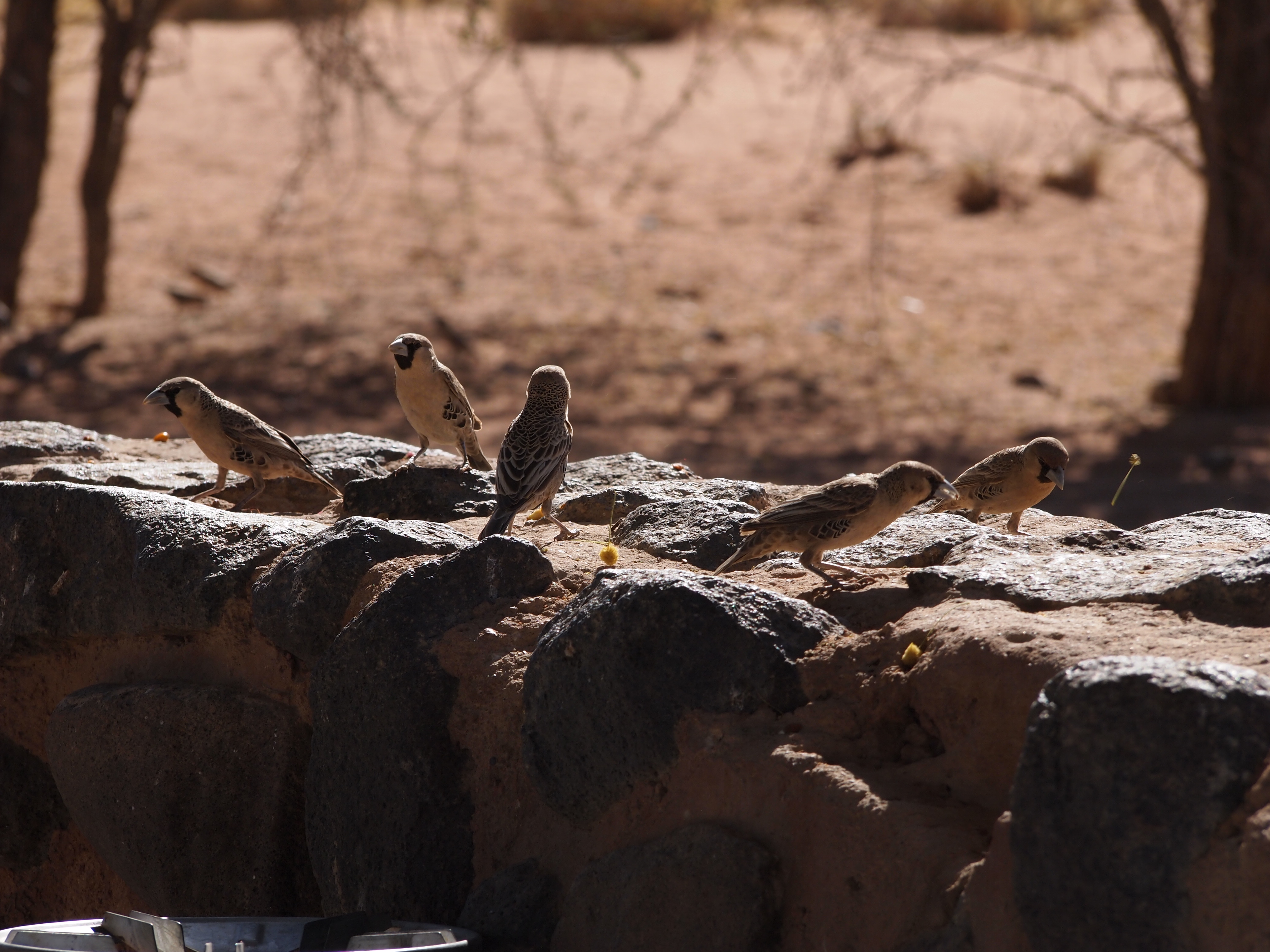
Grupka tkaczy w Solitaire, Namibia

Podczas pierzenia (o największym nasileniu w maju) tkacze wymieniają 9 lotek I rzędu w kolejności od najbardziej wewnętrznej do najbardziej zewnętrznej. Wzrost nowej lotki trwa około miesiąca, najkrócej 3 tygodnie; u młodocianych czas ten skraca się do 2 tygodni. Pierzenie lotek II rzędu przebiega niezależnie od wymiany lotek I rzędu.
W 2006 ukazał się opis budowy plemnika tkacza i jego porównanie z plemnikiem innego wróblowego – smolarka łuskowanego (Myrmecocichla formicivora). Posiada cechy typowe dla plemników większości śpiewających, m.in. nie występuje substancja podakrosomalna (perforatorium), brak jest centrioli bliższej (mają ją jedynie pierwowróblowce), a centriola dalsza jest krótka. Akrosom ma długość 6,9 μm długości i formę podobnej do helisy struktury, jest 1,2 raza dłuższy od jądra. Samo jądro ma kształt nieznacznie falistego cylindra; jego długość wynosi 6,1 μm, a szerokość w najszerszym miejscu 0,8 μm. Przebiegająca przez wić aksonema ma typową budowę 9+2.

## Zasięg występowania
Tkacz zasiedla południowe krańce Afryki, od Prowincji Przylądkowej Północnej na północ poprzez Namibię po Park Narodowy Etoszy i na wschód do południowo-zachodniej Botswany oraz, na krańcach zasięgu, po dawny południowo-zachodni Transwal i Wolne Państwo Orania (obecne prowincje Wolne Państwo, Prowincja Północno-Zachodnia (Południowa Afryka) i Limpopo). Podgatunek P. s. geminus zamieszkuje północną Namibię, P. s. xericus – zachodnią Namibię, zaś podgatunek nominatywny pozostałą część zasięgu.
Tkacze są zdolne do przeżycia nawet w środowisku, w którym roczna suma opadów nie przekracza 80 mm. Najniższe roczne sumy opadów występują w południowo-zachodniej części zasięgu P. socius, najwyższe (600 mm) – na północy i wschodzie. Przedstawiciele podgatunku nominatywnego zamieszkują obszary z rozrzuconymi wydmami z czerwonego piasku pustyni Kalahari. Osobniki ciemniejsze, dwóch pozostałych podgatunków, zamieszkują krainę geograficzną Karru, półpustynie (obrzeża pustyni Namib) oraz solniska.

## Fizjologia

### Termoregulacja

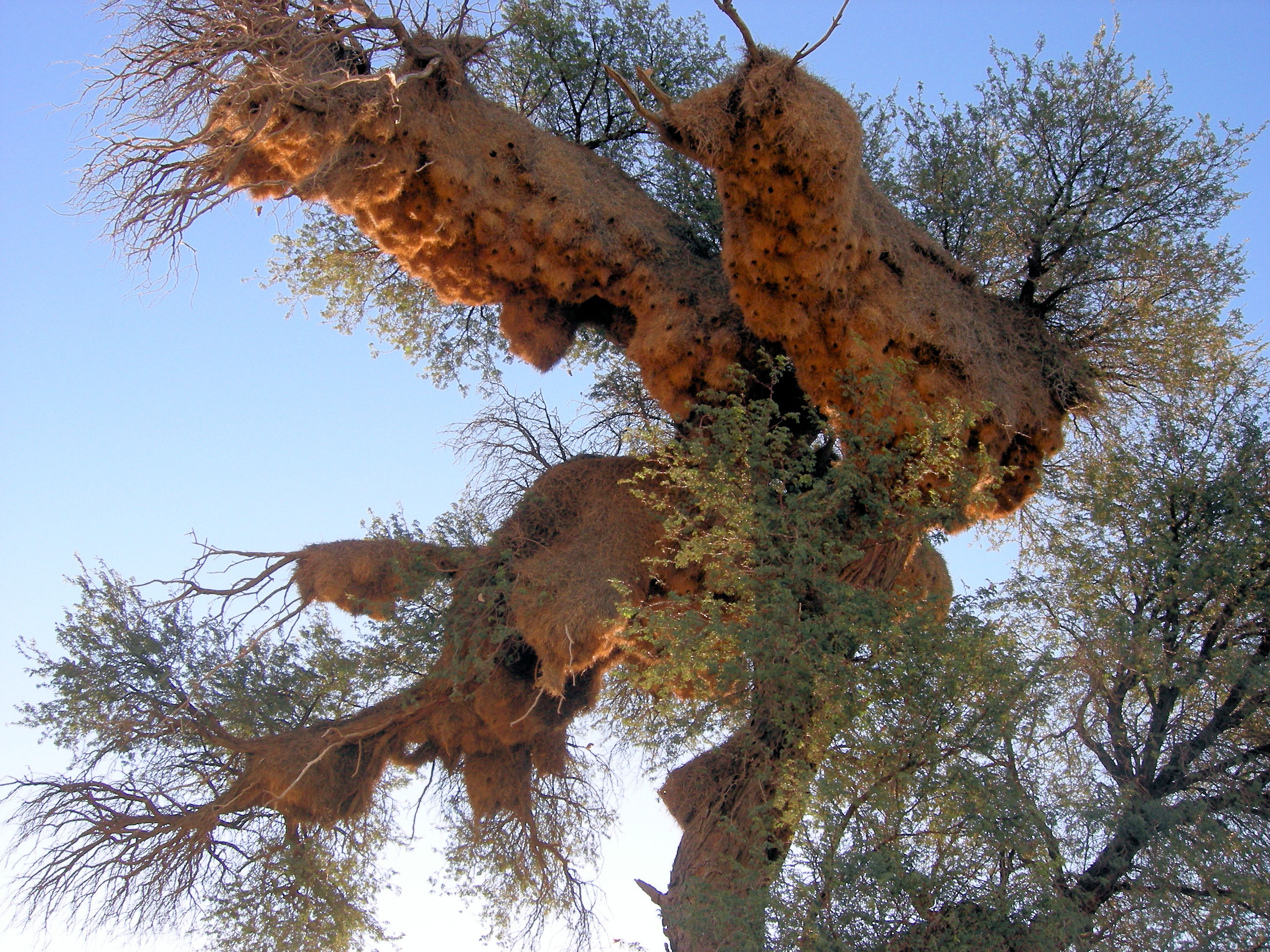
Ogromne gniazda pełnią rolę bufora chroniącego tkacze przed upałem w dzień i chłodnymi nocami. Na zdjęciu gniazda w Transgranicznym Parku Narodowym Kgalagandi, RPA

Tkacz jest ptakiem, który ze względu na występowanie w skrajnie suchym i gorącym środowisku, budzi zainteresowanie naukowców badających adaptacje ptaków do tolerowania wysokiej temperatury otoczenia. Spoczynkowe tempo metabolizmu tkaczy zaczyna rosnąć, gdy temperatura otoczenia przekroczy 35 °C, od ok. 13,2 mW/g masy ciała do 17,7 mW/g przy temperaturze 52 °C. Przy temperaturze otoczenia wynoszącej poniżej 40 °C średnia temperatura ciała tkaczy utrzymywała się na stałym poziomie około 41,3 °C, jednak powyżej tej temperatury temperatura ciała tkaczy zwiększała się o 0,32 °C na każdy kolejny stopień wzrostu temperatury otoczenia. W temperaturze 50–52 °C stwierdzono gwałtowne załamanie zdolności termoregulacyjnych organizmu tkaczy. Stwierdzono, że ta krytyczna temperatura jest zależna od masy ciała ptaka: jest niższa u lżejszych osobników, a wyższa u cięższych. Jednocześnie stwierdzono, że tkacze wykazują relatywnie wolniejsze tempo wzrostu metabolizmu spoczynkowego i utraty wody (związanego z odparowywaniem jej z organizmu w celu jego ochłodzenia) wraz ze wzrostem temperatury otoczenia, spośród porównywanych południowoafrykańskich gatunków. Badacze spekulują, że może to być mechanizm przystosowania do bytowania w suchym środowisku. Tempo przemiany materii tkaczy żyjących na wolności na Kalahari (field metabolic rate) oszacowano na 48,7 ± 10,1 kJ/dzień. To znacznie niższa wartość niż u ptaków podobnych rozmiarów żyjących w umiarkowanym pod względem wilgotności środowisku.
Elementem, który może wspomagać utrzymanie homeostazy temperaturowej ciała u tkaczy, są gniazda. Ptaki, prócz używania gniazd do rozrodu, odpoczywają w nich i śpią również poza sezonem lęgowym. Masywne gniazda pełnią rolę „bufora” chroniącego P. socius przed zbyt wysoką lub zbyt niską temperaturą. Przykładowo podczas zimowych nocy na Kalahari temperatura może spaść poniżej 0 °C (i nierzadko osiąga wartości niższe nawet od –5 °C), zaś latem często przekracza 40 °C. Tymczasem w gnieździe tkaczy podczas jednych z badań w 2010/2011 utrzymywała się temperatura 4,4–36,2 °C (mediana: 22,3 °C). W jednej komorze może zmieścić się około 5 tkaczy. Gdy ptaki odpoczywają w niej podczas mroźnej nocy, temperatura wewnątrz komory przewyższa temperaturę powietrza poza gniazdem aż o 18–23 °C.
Zdolność do buforowania temperatury otoczenia w poszczególnych komorach gniazdowych kolonii zależy od ich położenia – te leżące bardziej centralnie w kolonii lepiej buforują temperaturę niż te położone na obrzeżach.

## Pożywienie
Tkacze są ptakami owadożernymi, dietę uzupełniają pokarmem roślinnym, głównie ziarnami. W przeanalizowanych żołądkach 120 osobników pokarm zwierzęcy stanowił 78,9% suchej masy spożytego pokarmu: były to głównie owady, w większości osobniki termita z gatunku Hodotermes mossambicus, do tego niewielkie prostoskrzydłe, larwy motyli, nieco chrząszczy, błonkoskrzydłych i dorosłych przedstawicieli Lepidoptera (jednak wyłącznie ciem). Termity zdają się stanowić ważne źródło pożywienia zarówno tkaczy, jak i innych kręgowców na Kalahari – jedzą je nawet szakale, orły i sokołowate. Wśród pokarmu roślinnego dominowały niezidentyfikowane nasiona traw.
Według badań z 1996 przeciętnie tkacze na Kalahari pobierają dziennie 4,6 ml wody – w całości pozyskanej z pożywienia (nasion i bezkręgowców) i procesu oddychania komórkowego. W stanie dzikim ptaki tego gatunku nie piją w ogóle.

## Tryb życia

### Filopatria
U tkaczy obojga płci występuje filopatria; zwłaszcza samce są silnie związane z kolonią i nie podejmują migracji na większe odległości. Samice częściej niż samce opuszczają kolonie, rozpraszają się wcześniej i przebywają dalsze dystanse; ogółem są mniej związane z miejscem pobytu swojej kolonii niż samce. Spośród zbadanych ptaków jedynie 7,5–15,6% zmieniło kolonię, w której żyło. Samice opuszczają kolonię, średnio rzecz biorąc, po 3 latach życia, a samce – po 4. Może to być jednak nieco zawyżony wynik, gdyż przypuszczalnie nie wszystkie osobniki zostały złapane zaraz po oddaleniu się od kolonii. Bardziej prawdopodobne wartości to 3 lata dla samców i 2 lata dla samic, co pokrywałoby się z wiekiem, w którym przystępują do rozrodu. Badania wykazały również, że stopień pokrewieństwa opuszczającego kolonię ptaka względem reszty tkaczy z danej kolonii nie ma znaczenia i dalsze lub bliższe pokrewieństwo nie stanowi przyczyny opuszczenia towarzyszy. Dodatkowo oddalające się osobniki miały według badaczy nikłą szansę na spotkanie spokrewnionego osobnika w docelowej kolonii.

### Długość życia
Na podstawie badań obrączkowanych ptaków stwierdzono, że w warunkach naturalnych tkacze mogą dożywać co najmniej 14–16 lat. Wraz ze zwiększeniem liczby pomocników lęgowych zwiększa się prawdopodobieństwo przeżycia samicy, ale nie samca. Nie jest jasne, dlaczego śmiertelność samców w grupach z dużą liczbą pomocników jest większa. Wysnuto 5 hipotez, mogących wyjaśniać to zjawisko, podejrzewa się, że może to być efektem np.: konkurencji wewnątrz grupy o gniazdującą samicę, konkurencji poza grupą lub też wzrostem liczby sytuacji, w których ptak angażuje się w zachowania, przy których inny osobnik agresywnie ukazuje swoją dominację – częściej angażują się w takie sytuacje właśnie samce tkaczy. Podobne zjawisko występuje u gniazdujących kooperatywnie chwostek szafirowych (Malurus cyaneus). Pozytywny wpływ pomocników na przeżywalność samic był największy w odniesieniu do młodych samic, a zanikał u starszych samic. Zaobserwowano, że zwiększeniu przeżywalności samic towarzyszy zmniejszenie wielkości jaj składanych przez samice w obecności pomocników. Produkcja jaj jest kosztowna energetycznie, ponadto tkacze mają długi sezon rozrodczy, trwający do 10 miesięcy, w jego trakcie samica może złożyć do 14 zniesień. Jest to duży wysiłek, który może przyczyniać się do wysokiej śmiertelności samic. Autorzy sugerują, że oszczędności energetyczne u samic wynikające ze zmniejszonej alokacji energii w reprodukcję, które są możliwe dzięki obecności pomocników, są też przyczyną poprawy przeżywalności samic. Dzięki pomocnikom, dożywiającym pisklęta, zmniejszenie wielkości jaj nie odbywa się kosztem kondycji piskląt, które, mimo że gorzej początkowo uposażone przez matkę, rosną równie szybko jak pisklęta wykluwające się z większych jaj u par bez pomocników.

### Struktura socjalna
Ptaki zasiedlające kolonię gniazdową są średnio rzecz biorąc ze sobą bardziej spokrewnione, niż z innymi osobnikami z populacji, samce są bardziej spokrewnione ze sobą niż samice, jednak średnio pokrewieństwo to nie jest silne. W obrębie kolonii pokrewieństwo samców malało w miarę zwiększania odległości od komór lęgowych, zasiedlanych przez poszczególne osobniki. To ustrukturyzowanie genetyczne przekłada się na strukturę socjalną, spokrewnione samce w obrębie kolonii częściej wchodziły w interakcje społeczne (kooperacja, wspólne gniazdowanie etc.).
Samce-pomocnicy pomagają więcej niż samice-pomocnicy, zarazem w potomstwie par, które mają pomocników, jest więcej samców niż w potomstwie par gniazdujących bez pomocników. Zaburzony stosunek płci w lęgach (do etapu podlotów) nie ma jednak wpływu na ogólną proporcje płci w populacji (kolonii). Nie rozpoznano przyczyn tego zjawiska, naukowcy sugerują kilka możliwych wyjaśnień: 1) samce pomagając parze w wyprowadzaniu lęgów powodują, że bardziej opłaca się jej mieć w potomstwie więcej samców, które będą „spłacać” koszt inwestycji w tę płeć pomagając rodzicom w najbliższym sezonie, 2) zwiększona częstość samców w potomstwie par z pomocnikami jest konsekwencją tego, że jeden lub oba osobniki w parze są osobnikami szczególnie dobrze dostosowanymi lub stojącymi wysoko w hierarchii kolonii – w związku z tym ich synowie mają większą szansę „odziedziczyć” ten status, i samicy bardziej opłaca się produkować jaja, z których rozwiną się samce. Brak wpływu na proporcje płci w kolonii może wynikać z większej, dzięki obecności pomocników, przeżywalności samic, i mniejszej przeżywalności samców.
Tkacze wykorzystano w badaniach mających na celu ustalenie, jakie są mechanizmy sprzyjające inwestowaniu w dobra wspólne przez osobniki wchodzące w skład większej grupy socjalnej, i zapobiegające występowania efektu „tragedii wspólnego pastwiska” w populacjach.
Mimo niskiego średniego pokrewieństwa osobników w kolonii, dobór krewniaczy, związany z małą dyspersją samców, budujących nowe komory gniazdowe w pobliżu krewniaków, i tworzeniem struktur socjalnych (spokrewnieni pomocnicy gniazdowi), jest odpowiedzialny za faworyzowanie inwestycji we wspólne dobro, jakim jest struktura strzechy kolonii gniazdowej. Tym samym autorzy tych badań uważają, że kooperacja nastawiona na pomoc osobnikom spokrewnionym może przynosić korzyści nie tylko osobnikom spokrewnionym w obrębie małych grup rodzinnych, ale także w dużych koloniach, składających się ze słabo spokrewnionych osobników, i przeciwdziałać efektom „tragedii wspólnego pastwiska”.
Tkacze zdają się konkurować o komory lęgowe położone w centralnej części gniazda lub głęboko ukryte; prawdopodobnie wtedy maleje szansa na zabicie młodych przez drapieżniki. W najbardziej centralnych komorach gnieżdżą się ptaki najstarsze, młodsze muszą zadowolić się komorą na obrzeżu konstrukcji.

### Relacje międzygatunkowe

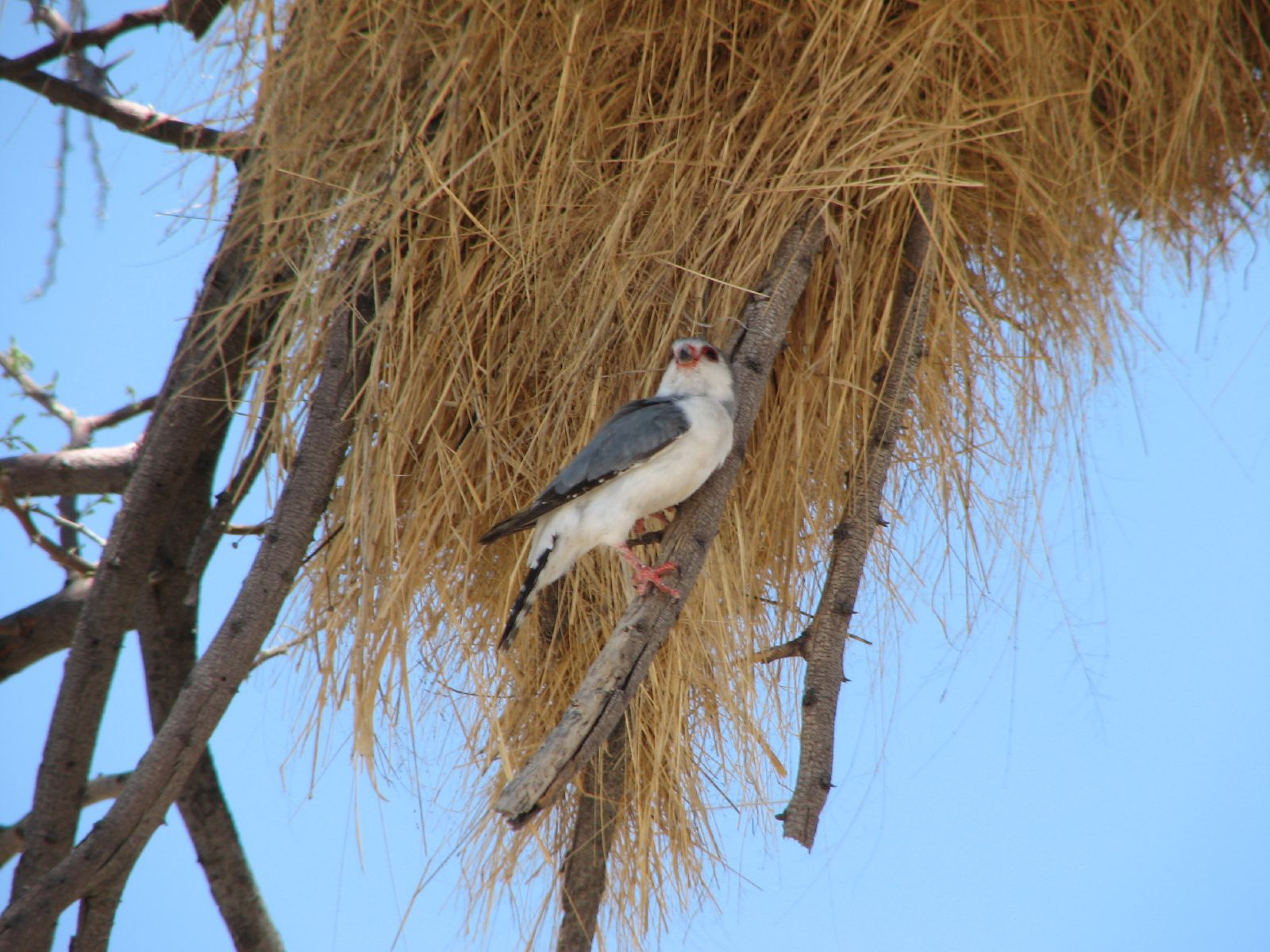
Niewielkie sokoliki czerwonookie nie budują gniazd i lęgną się w gniazdach tkaczy, zdarzają się przypadki zjadania piskląt gospodarza

Jaja tkaczy mogą zostać zjedzone przez kobry przylądkowe (Naja nivea) i jajożery (Dasypeltis scabra). Właśnie drapieżniki, w tym głównie kobry przylądkowe razem z dysfolidami (Dispholidus typus), odpowiadają za blisko ¾ przypadków śmierci piskląt.
Na drzewach C. erioloba, na których lęgły się badane wikłacze, żyły również scynki Trachylepis striata – zjadały martwe pisklęta, które wypadły z gniazda, jednak nigdy nie wchodziły do komór, jeśli odwiedzały gniazdo, to wyłącznie część służącą za dach. Sokolik czerwonooki (Polihierax semitorquatus) może zjadać pisklęta, zarówno te jeszcze nagie, jak i już opierzone. Ptaki reagują na jego obecność zdenerwowaniem i zaczynają alarmowanie. Inaczej postępują w przypadku pojawienia się polującego na dorosłe osobniki jastrzębiaka małego (Micronisus gabar), w którego obecności pozostają cicho pod osłoną.
Z konstrukcji wznoszonych przez tkacze mogą korzystać również inne gatunki zwierząt. Sokoliki czerwonookie nie budują własnych gniazd i na obszarach, na których współwystępują z tkaczami, zajmują ich gniazda. Przypadki polowań na młode, choć występują, są prawdopodobnie sporadyczne. Oprócz sokolików z konstrukcji mogą skorzystać niektóre osowate i założyć gniazdo pod gniazdem wikłaczy. W komorach gniazdowych P. socius mogą nocować, nawet w 8 osobników, głowaczki białolice (Tricholaema leucomelas), które wyganiają z nich uprzednich lokatorów.
Czasami dziwogony żałobne (Dicrurus adsimilis) gniazdują na tym samym drzewie co tkacze. Na podstawie tego, że dziwogony wydając donośne, gwiżdżące głosy ostrzegały o ataku raroga górskiego (Falco biarmicus) badacze stwierdzili, że przynosi to tkaczom pożytek.
Z tkacza opisano nowy gatunek babeszji – Babesia socius – oraz Myrsidea ledgeri, pasożyta z rodziny Menoponidae. Na piórach i w gniazdach tkacza odkryto nowy gatunek zaleszczotka, Sociochelifer metoecus z rodziny Cheliferidae. Autorzy zasugerowali, że między dwoma gatunkami zachodzi mutualizm – zaleszczotki, korzystając z w miarę stabilnego środowiska, jakim jest gniazdo tkacza, polują na niewielkie bezkręgowce, pasożytujące na ptakach.

## Rozród
P. socius jest gatunkiem, u którego występuje gniazdowanie kooperatywne. Nie przy wszystkich lęgach pomagają „pomocnicy”; przykładowo, w pewnej kolonii badanej w 2000 około 82% par (z 56) miało swoich pomocników. Za to w 1999 w tej samej kolonii jedynie 30% par było asystowanych przez inne ptaki – wzrost w kolejnym roku był wynikiem dołączenia podrośniętego potomstwa do pomocników. Część osobników w kolonii nie gniazduje nigdy. Wśród ptaków z 19 kolonii badanych w latach 1999–2001 sześć kilometrów od Kimberey 50% pomocników było dzieckiem jednego z gniazdujących ptaków, 43% – dzieckiem obu gniazdujących ptaków, a 7% prawdopodobnie w ogóle nie było spokrewnionych z gniazdującą parą. O ile pomocnicy będący jednorocznymi młodymi są spokrewnieni przynajmniej z jednym osobnikiem pary, której pomagają, to starsi, dwuletni pomocnicy, zwykle nie są spokrewnieni z parą, której pomagają.
Tkacze nie wyprowadzają lęgów jedynie w porze suchej. Maclean badał te ptaki na pustyni Kalahari w miejscu, w którym średnia roczna suma opadów wynosiła 226 mm; niekiedy ich okres lęgowy trwał nawet 9 miesięcy. Na długość okresu rozrodczego muszą wpływać również inne czynniki; po opadach rzędu 139,1 mm w marcu/kwietniu 1965 ptaki gniazdowały przez kolejne 9 miesięcy, ale gdy w styczniu/lutym 1966 spadło 129,3 mm deszczu w przeciągu kilku dni, ptaki gniazdowały nieco ponad 3 miesiące. Tkacze nie wiążą się w pary na całe życie, jednak dawne pary mogą ponownie połączyć się, gdyż ptaki mają tendencje do zajmowania określonych okolic gniazda. Prawdopodobnie spółkowanie u P. socius zachodzi głównie w komorach gniazdowych. W ciągu roku samica wikłacza może złożyć nawet 9 (według innego źródła do 14 zniesień w ciągu 10 miesięcy, głównie w celu kompensacji strat spowodowanych przez węże żerujące na jajach) zniesień; u ptaków badanych w latach 1999/2000 parze udawało się odchować najwyżej 3 lęgi.

### Pieśń
Zdaniem G. L. Macleana u tkaczy nie występuje wokalizacja, którą można by uznać za pieśń. Według N. E. Colliasa i E. C. Collias pieśń istnieje i jest jedynym istotnym zachowaniem różniącym samce tkaczy od samic. Pieśń P. socius trwa niemal dokładnie sekundę. Pojedyncze dźwięki mają częstotliwość 1,0–5,7 kHz, trwają od 0,025 do 0,08 s. Przerwa między nimi to około 0,035–0,08 s, nie licząc dłuższej przerwy po drugim dźwięku (0,12 s).

### Gniazdo

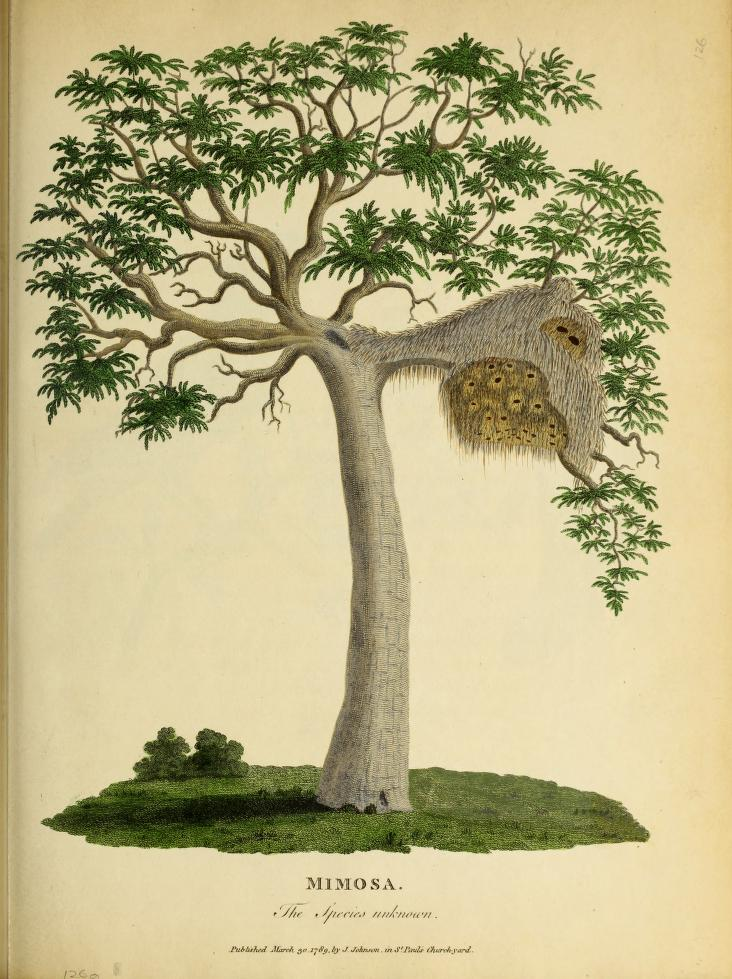
Ilustracja z 1779 przedstawiająca gniazdo na mimozie

Gniazda budowane przez tkacze są pod wieloma względami jednymi z najbardziej spektakularnych konstrukcji budowanych przez ptaki.
Nietypowe gniazdo opisał już Paterson, odkrywca gatunku. Zaznaczył, że tkacze budują swe gniazda na mimozach (patrz: ilustracja po prawej). Swoje wrażenia opisał tak:

Sposób, w jaki te ptaki zazwyczaj tworzą swoje gniazda, jest wysoce ciekawy. W tym, którego przykład podałem na załączonej tablicy barwnej, mogło być nie mniej niż 800 do 1000 [ptaków] mieszkających pod wspólnym dachem. Nazywam to dachem, ponieważ niezwykle przypomina [strzechę] [...]. Swoją pracowitością [tkacze] niemal dorównują pszczołom.

Wielkość kolonii gniazdowych jest zróżnicowana, mogą one liczyć od 5 do 300–500 osobników. Olbrzymie gniazda stanowią efekt pracy kilku pokoleń wikłaczy, a używane mogą być przez kolejne kilkadziesiąt lat, niekiedy ponad wiek.
Według danych z 1972 tkacze najchętniej zakładają swoje gniazda na Vachellia erioloba (syn. A. giraffae Willd.). Inne używane drzewa to Vachellia haematoxylon, Boscia albitrunca, kokerboom (Aloe dichotoma), Acacia tortilis, Rhus lancea, Ziziphus mucronata, Colophospermum mopane. Sporadycznie konstrukcje mieszczą się na gatunkach obcych, eukaliptusach (Eucalyptus) i Prosopis. Zdarza się, że niewystarczająco wytrzymały konar, np. V. erioloba, załamuje się pod ciężarem gniazda. Gniazda tkacze lokują także na obiektach pochodzenia antropogenicznego; zwykle są to słupy podtrzymujące linie wysokiego napięcia, ale i konstrukcje wsporcze, konstrukcje podtrzymujące przewody trakcyjne, wieże kratownicowe wiatrowych pomp wodnych i różnych zbiorników oraz dźwigary różnych budowli. W paśmie Asbestos Mountains w RPA ptaki budują gniazda także na zboczach skalnych. Według danych z 1972 gniazdo może być umieszczone na wysokości od niecałych 1,6 m po około (szacunkowo) 16 m. W Transgranicznym Parku Narodowym Kgalagadi podczas badań w 1964–1966 średnia wysokość gniazda nad gruntem wynosiła 5,5 m. Gniazda mogą być grube na ponad metr i długie na kilka metrów, nawet do 7; niekiedy takie konstrukcje osiągają masę ponad 1 tony. Konstrukcja dzieli się na dwie części: dach i właściwą konstrukcję (Maclean określił je mianem superstrucure i substructure). Dach nie dzieli się na części przynależne do poszczególnych grup (jak komory); stanowi wspólną część, każdy ptak może na nim przesiadywać lub budować. Część właściwa przylega do konarów, zawiera również komory gniazdowe. Zbudowana jest niemal w całości z suchych źdźbeł traw, np. Aristida ciliata. Przeważnie ptaki wybierają źdźbła długości 10–20 cm. Dach konstrukcji składa się z patyków, również tych z kolcami; ptaki zdają się nie preferować żadnego z tych typów. W komorze gniazdowej można wyszczególnić przedsionek (próg) komory oraz jej wyściółkę. Do komory prowadzi najwyżej 25-centymetrowy tunel o średnicy 6–7 cm; wiedzie pionowo w górę. Sama komora liczy około 15 cm średnicy, przylega do jednego z boków tunelu. Komory nie zachodzą na siebie ani nie zlewają się. Próg zwykle zbudowany jest z zielonych źdźbeł traw; jeżeli akurat są dostępne świeże rośliny zielne (np. celozja srebrzysta (Celosia argentea), Helichrysum argyrosphaerum i Tribulus zeyheri), ptaki użyją ich części. Gruba wyściółka składa się z miękkich materiałów roślinnych, np. z wiech traw z rodzaju Aristida, włochatych liści H. argyrosphaerum, postrzępionych źdźbeł. Niekiedy tkacze dodają także pióra i materiały pochodzenia ludzkiego – wełnę, bawełnę i kawałki ubrań. Otwory wejściowe komór gniazdowych zawsze znajdują się na spodzie konstrukcji. Na jednym drzewie może znajdować się więcej niż 1 konstrukcja.
Przeważnie materiały do budowy gniazda pochodzą z bliskiej okolicy (do 100 m od miejsca konstrukcji), jednak po powrocie z żerowania większość ptaków przynosi jakiś materiał do gniazda, tak więc mogą przynieść go nawet z odległości 1,5 km. Dystans, jaki przebywają ptaki, by znaleźć materiał na wyściółkę, jest zależny od pory roku; w porze deszczowej materiał występuje pospolicie. Ptaki przenoszące źdźbło łapią zawsze za jego koniec (nigdy za środkową część). Większość materiałów używanych przez tkacze nie jest giętka i może być jedynie powtykana, nie wpleciona, w odpowiednie miejsca.

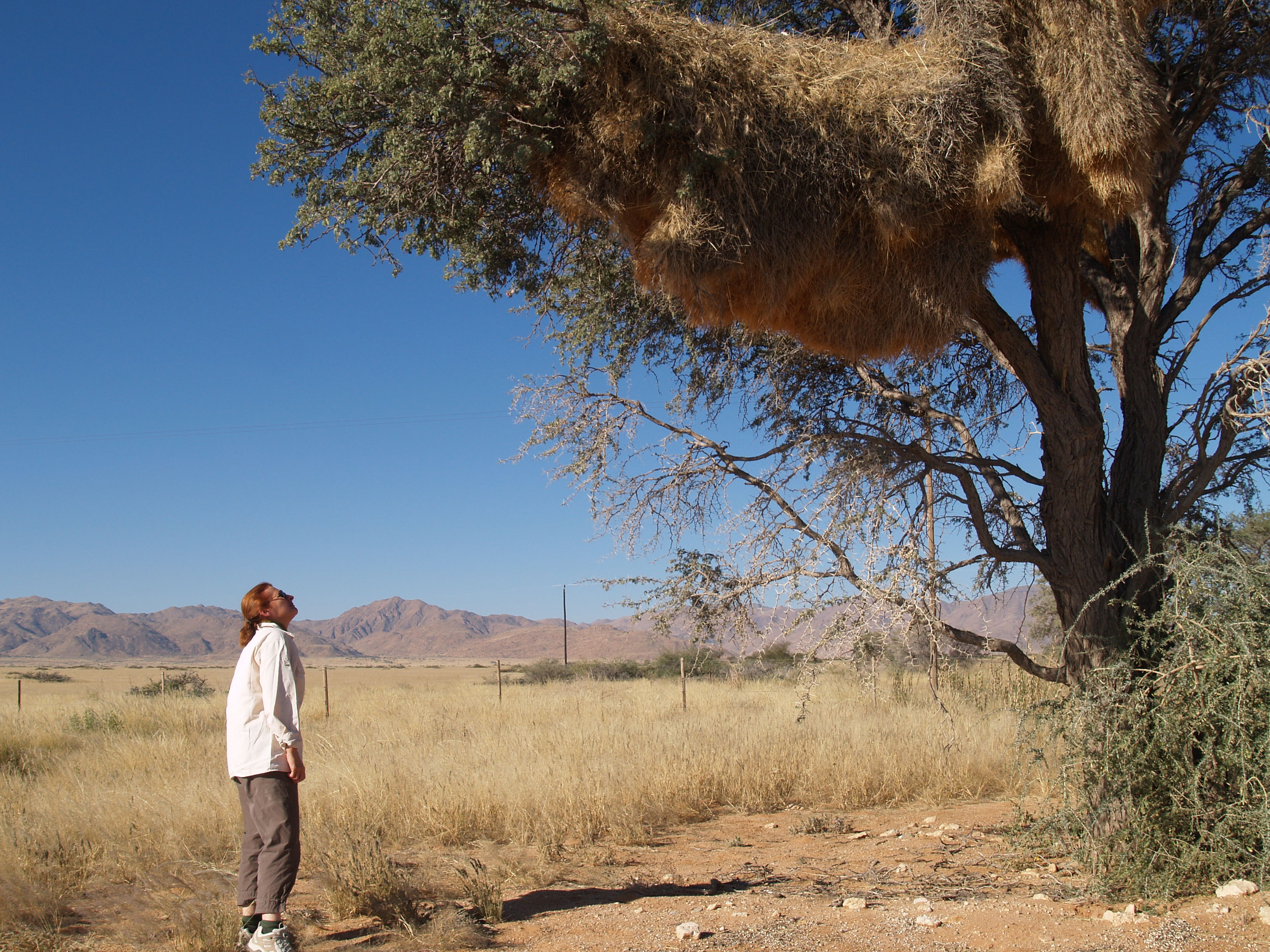
Gniazdo tkaczy, Namibia, 2006

Podczas eksperymentu z 1972 dziesięć ptaków z pustyni Kalahari przeniesiono 9 października do woliery zewnętrznej, gdzie zapewniono im dostatek różnorodnych materiałów budulcowych, w tym wiech owsa głuchego (Avena fatua), i konar drzewa Dovyalis caffra. Niedługo potem zaczęły budować gniazdo. Po dwóch dniach udało im się stworzyć skupisko nieregularnie rozmieszczonych źdźbeł, a 4. dnia utworzyły już część komory gniazdowej; wszystkie spały w niej. 19 października gniazdo nabrało masy, a tkacze rozpoczęły konstrukcję drugiej komory. 7 miesięcy później gniazdo stało się większe, bardziej zwarte, posiadało już dach oraz 5 komór. Gniazdo nie powstaje jako efekt konstruowania poszczególnych komór gniazdowych – struktura zwana strzechą lub dachem (thatch, superstructure) powstaje osobno i jest efektem kooperacji wielu osobników, wymagającym ciągłych nakładów od mieszkańców kolonii w celu utrzymania jego walorów użytkowych. Wszyscy członkowie kolonii lęgowej budują gniazdo, choć nie w równym stopniu, w największym stopniu w budowę i utrzymanie komór gniazdowych i strzechy angażują się samce, jednak to zaangażowanie może też zależeć od pozycji społecznej – samce stojące najniżej w hierarchii mogą angażować się w mniejszym stopniu niż samice. Osobniki młodociane próbują pomagać w budowie, gdy osiągną wiek 80 dni.
Podczas budowy ptaki pokazywały swą dominację na trzy sposoby: gwałtownym ruchem w stronę innego osobnika, wspinaniem się na niego jak przy kopulacji (tylko samce lub samce z młodocianymi) lub z pomocą postawy. Zauważono także zachowanie prawdopodobnie wskazujące na uległość; zdominowany osobnik oferował dominującemu pożywienie lub materiał na gniazdo. W trakcie badania jeden z samców oferował innym mączniki, jednak te niemal zawsze odrzucały pożywienie. Inny oferował dominującemu osobnikowi materiał na gniazdo, jednak ten rzadko przyjmował „prezent” i wbudowywał go w konstrukcję.

### Jaja i młode

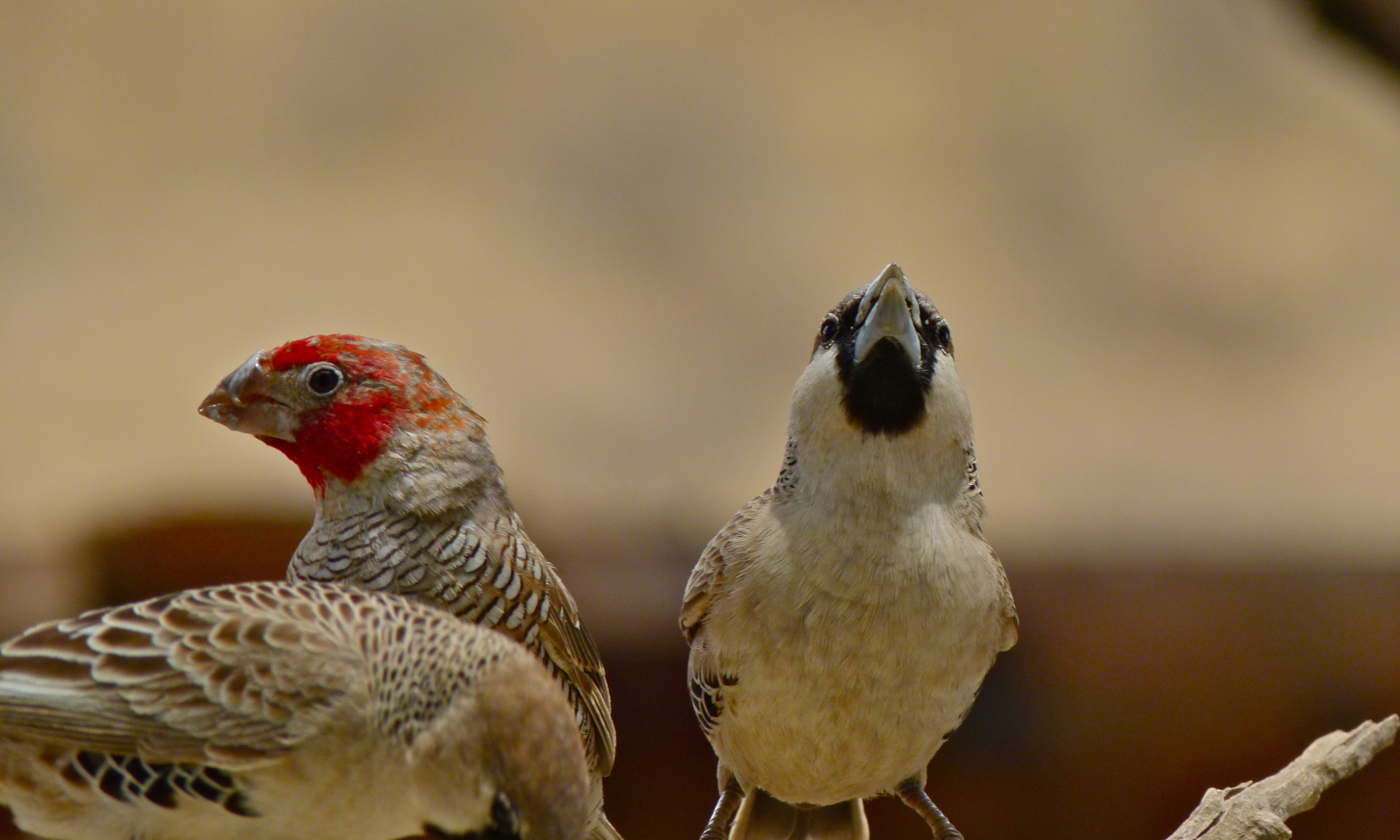
Dwa tkacze i amadyna czerwonogłowa (Amadina erythrocephala) – jeden z trzech gatunków na Kalahari obok tkacza, które mogą mieć lęg tak liczny, jak 6 młodych

Prawdopodobnie największą liczbą młodych, które z powodzeniem mogą odchować tkacze, jest 5. Zdarzają się również lęgi liczące 6 jaj, jednak odchowanie już więcej niż pięciu piskląt w lęgu wydaje się niemożliwe, nawet w niezwykle sprzyjających warunkach. Tylko trzy inne gatunki na Kalahari miewają tak liczne lęgi (w nawiasie liczba jaj) – są to: remizek żółobrzuchy (Anthoscopus minutus; 4–10), namibijczak (Malcorus pectoralis; 3–7) oraz amadyny czerwonogłowe (Amadina erythrocephala; 3–7). Według wyników badań nad wpływem rozmiaru całej grupy (pary z pomocnikami, do 4) z 2010/2011, opublikowanych w PLOS ONE, masa poszczególnych jaj maleje wraz ze wzrostem liczby pomocników. Ogółem wyniosła 1,93–3,05 g. Drugie jajo z każdego zniesienia było znacząco cięższe od pierwszego. U gatunków gniazdujących kooperatywnie, gdzie grupy formują się jeszcze przez złożeniem jaj, obecność pomocników pozwala samicy włożyć mniej energii w produkcję jaj i tym samym zmniejszyć ich rozmiar. Podobne zjawisko zachodzi u kruków (Corvus corone) i chwostek szafirowych (Malurus cyaneus). Badacze zauważyli również, że samice gniazdujące bez pomocników składają jaja z mniejszą zawartością hormonów, zwłaszcza testosteronu, androstenedionu (A4) i kortykosteronu; wielkość grupy nie miała za to wpływu na zawartość karotenoidów w jaju.
Tkacze przeważnie rozpoczynają wysiadywanie już od złożenia pierwszego jaja. Jaja mierzą średnio 20,9 na 15,1 mm (dane dla 76 jaj z RPA). Inkubacja trwa blisko 14–16 dni. Podczas wysiadywania praktycznie nie zdarza się, by jaja zostały pozostawione bez opieki – wysiadujący osobnik zawsze czeka na swojego partnera. Nie jest jasne, dlaczego tak robią, mimo że ich jaja i tak są zakryte w komorze. Pisklęta klują się nagie i ślepe. U badanych w latach 1999/2000 tkaczy pisklęta wykluwały się przeciętnie z blisko ⅔ jaj, zaś na 132 obserwowane lęgi tylko w jednym zdarzyło się, że z żadnego jaja nie wykluło się młode. Po wykluciu rodzice wyrzucają skorupki jaj bezpośrednio pod gniazdo, co jest nietypowe dla wróblowych – przeważnie skorupki są wynoszone na pewną odległość od gniazda. Zależność między masą jaja a masą pisklęcia jest wprost proporcjonalna.
W latach 1999–2001 zostało zbadane 58 lęgów tkacza; spośród 170 piskląt 97 było samcami. Po 8 dniach ponownie zbadano młode. Okazało się, że w ośmiu lęgach umarło przynajmniej jedno pisklę (w lęgach bez pomocników – łącznie 4 samice i jeden samiec, w lęgach z pomocnikami – po 2 samce i samice), a w 13 lęgach nie przeżyło żadne młode; w przynajmniej 10 było to spowodowane drapieżnictwem ze strony węży. Z jaj par, którym pomagają inne tkacze, kluje się stosunkowo więcej samców niż z jaj par bez pomocników lęgowych. Jedno z możliwych wyjaśnień wiąże się z kosztownością wyprodukowania jaja z ptakiem danej płci. Dla samicy bardziej kosztowne jest wyprodukowanie jaja z samcem. Pisklęta płci męskiej są w nieznaczącym stopniu większe od piskląt płci żeńskiej – wśród zbadanych we wspomnianych badaniach młodych długość skoku piskląt samców wyniosła średnio 23,64 ± 0,105 mm, a samic – 23,36 ± 0,099 mm. Do tego świeżo opierzone samce (autorzy nie podali dokładnie dnia życia, opisali pisklę jako fledgling) ważyły średnio 29,25 ± 0,34 g (n=71), zaś samice 28,4 ± 0,409 g. Masa ciała piskląt (ważonych w 17. dniu życia) nie jest zależna od wielkości grupy.
Skóra pisklęcia ma barwę różową, a zajady w kącikach dzioba białokremową. Młode otwierają oczy po 7–10 dniach życia. Keratynowe, szpiczaste osłonki piór (ang. pins) zwykle pękają w 8. dniu życia. Ptaki pozostają w gnieździe przez kolejne 21–23 dni, następnie przez około tydzień powracają jeszcze do gniazda celem otrzymania pokarmu. Zwykle są w pełni opierzone po 21–24 dniach życia, jednak jeśli są niepokojone, mogą opierzyć się wcześniej. Dostają niemal wyłącznie pokarm zwierzęcy. Po ochłodzeniu pogody po deszczach na Kalahari licznie pojawiają się termity Hodotermes mossambicus, które stanowią doskonały pokarm dla młodych. Swoje młode karmią oba ptaki z pary (samce przynoszą więcej pożywienia); w przypadku tych badanych przez Macleana przerwy w dostawie pożywienia wynosiły 1–47 minut, przeciętnie dorosłe przylatywały z pokarmem co 15,4 min. W przypadku pomocników lęgowych samce są bardziej zaangażowane w karmienie i rzadziej opuszczają grupę niż samice. Nocą oboje rodzice śpią w komorze gniazdowej. Tkacze nie wynoszą odchodów z gniazda; już od 1. dnia życia pisklęta wypróżniają się na próg gniazda, skąd nieczystości spadają na ziemię. Gdy młodociane osobniki opuszczają gniazdo w wieku około 24 dni, ich zajady są już niemal niewidoczne; pozostaje jedynie żółta kreska w zgięciu dzioba. Potrafią po wyjściu z gniazda po raz pierwszy odnaleźć właściwą komorę, do tego rozpoznają swoich rodziców (i odwrotnie) pośród wielu innych ptaków w kolonii. Zdarza się, że podloty próbują żebrać o pożywienie przez kolejne 2 miesiące. Przez przynajmniej 4 miesiące pozostają w pobliżu kolonii; oddalenie się od niej w 1. roku życia jest rzadkie. Tkacze zaczynają się rozmnażać zwykle w 3. roku życia.
Przypuszczalnie pozytywny wpływ na rozwój młodych ma stabilizowanie temperatury przez wielkie gniazdo. Po całkowitym niepowodzeniu lęgu w okresie inkubacji jaj ptaki przystępują do ponownych lęgów dość szybko (średnio 10 ± 5,3 dnia dla 14 lęgów). W przypadku niepowodzenia już w etapie rozwoju piskląt para próbuje ponownie po 14 ± 10,7 dniach (dane dla 15 lęgów), zaś najdłuższe odstępy między kolejnymi przystąpieniami do rozrodu występują przy powodzeniu w danym lęgu (33,5 ± 16,2 dla 25 lęgów).

## Status i zagrożenia
IUCN uznaje tkacza za gatunek najmniejszej troski (LC, Least Concern) nieprzerwanie od 1988. BirdLife International ocenia trend populacji jako stabilny, zaś zasięg występowania P. socius na 658 tys. km². Do tego wymienia 11 ostoi ptaków IBA, m.in. Park Narodowy Etoszy, Transgraniczny Park Narodowy Kgalagadi oraz Park Narodowy Augrabies Falls. Przez ostatnie 100 lat liczebność populacja wzrosła, gdyż ptaki z obszarów zadrzewionych mogły przenieść się na bezdrzewne, gdzie zaczęły gniazdować na strukturach utworzonych przez człowieka.